# Asthenothaerus rushii
Asthenothaerus rushii is een tweekleppigensoort uit de familie van de Thraciidae. De wetenschappelijke naam van de soort is voor het eerst geldig gepubliceerd in 1897 door Pilsbry.